# 2044 Wirt
A 2044 Wirt (ideiglenes jelöléssel 1950 VE) egy marsközeli kisbolygó. Carl A. Wirtanen fedezte fel 1950. november 8-án.